# Aivis Ronis
Aivis Ronis (Kuldīga, 20 de maig de 1968), és un diplomàtic i polític letó, ha tingut els càrrecs de ministre d'Afers Exteriors de Letònia durant l'any 2010, i de Transport del 2011 al 2013. De juny de l'any 2000 a setembre del 2004 va ser l'ambaixador de Letònia als Estats Units.